# يوسف مسعودي
يوسف مسعودي: بالسريانية ܝܘܣܦ ܡܣܥܘܕܝ. وُلد في ناحية بعشيقة القريبة من الموصل في العراق 1914 والتحق في طفولته بمدرسة دير مار متى، ثم انحدر مع عائلته إلى الموصل حيث أتّم دروسه الابتدائية، وتعيّن من ثم موظفاً في مديرية الجمارك في الموصل.
وكان مطالعاً جيداً نمّى معلوماته السريانية والدينية على يد بعض الاكليريكيين وعلى رأسهم الأرخدياقون الغيور نعمة الله دنّو.
تطوّع لتدريس طلاب وطالبات المدارس الثانوية العلوم الدينية ومبادئ اللغة السريانية، ثم برزت لديه موهبة الكتابة باللغتين السريانية والعربية فحبّر مجموعة من المقالات نشرتها له بعض المجلات، لا سيما النشرة السريانية الحلبية ومنها مقال بعنوان المال (السنة 3 العدد 5) وفيها يحثّ مَن أنعم الله عليهم بالمال ببذله في سبيل المشاريع الإنسانية والتربوية مشيراً إلى بعض العائلات التي بسطت اكفّها لعمل الخير مثل عائلة عازار (حلب) واصفر نجار (القامشلي) وعزيز بيثون (الموصل) وذاكراً الأديب نعوم فائق الذي باع جانباً من مكتبته وأنفق الثمن على نشرته الصغيرة (ܒܝܬܢܗܪ̈ܝܢ).
وللمسعودي مجموعة قصائد بالسريانية نُشر جانب منها في النشرة السريانية